# Les Deux Colonels
Pour plus de détails, voir Fiche technique et Distribution.
Les Deux Colonels (I due colonnelli) est un film italien réalisé par Steno, sorti en 1962.

## Fiche technique
- Titre original : I due colonnelli
- Titre français : Les Deux Colonels
- Réalisation : Steno
- Scénario : Bruno Corbucci et Giovanni Grimaldi
- Photographie : Tino Santoni
- Musique : Gianni Ferrio
- Production : Gianni Buffardi
- Pays d'origine : Italie
- Format : Noir et blanc - Mono
- Genre : comédie
- Date de sortie : 1962

## Distribution
- Totò : colonel Di Maggio
- Walter Pidgeon : colonel Timothy Henderson
- Nino Taranto : sergent Quaglia
- Scilla Gabel : Iride
- Toni Ucci : Mazzetta
- Adriana Facchetti : Penelope
- Nino Terzo : soldat La Padula
- John Francis Lane : sergent McIntyre

## Autour du film
Les scènes de combat du film sont tournées dans le petit village de Civita di Bagnoregio, près la ville de Viterbe.